# 沃尔科尼奥
沃尔科尼奥，是匈牙利佐洛州所辖的一个村，总面积7.55平方公里，总人口66，人口密度8.7人/平方公里（2010年1月1日）。